# 西北畜牧兽医学院
西北畜牧兽医学院，是中华人民共和国第一所高等畜牧兽医专业学校。前身为成立于1946年10月的国立兽医学院。1958年与甘肃农学院合并组建甘肃农业大学。

## 历史沿革
1946年，经教育部批准，在兰州筹建国立兽医学院。1946年10月，兽医学院从国立兰州大学分出，改称国立兽医学院。盛彤笙担任院长。1946年12月，甘肃省畜牧兽医研究所并入该院。新校址位于兰州市西北防疫处小西湖牧场。
1949年8月，中国人民解放军解放兰州，军管会接管国立兽医学院，辛安亭任军代表。1950年4月，国立西北农业专科学校畜牧科和牧草科并入国立兽医学院，成立畜牧系。
1950年12月8日，改称西北兽医学院。1951年1月24日，盛彤笙、朱宣人分别任正副院长。1951年冬，改称西北畜牧兽医学院，设畜牧、兽医两个系。
1952年院系调整，西北农学院畜牧兽医系并入西北畜牧兽医学院。
1958年7月，校址从兰州搬迁到武威县黄羊镇，并入甘肃农业大学。

## 专业设置
| 院系   | 本科专业/科（1952年）                                  | 系主任               |
| ------ | ------------------------------------------------------ | -------------------- |
| 畜牧系 | 生物、饲养、牧草及草原、选育、绵羊及羊毛               | 盛彤笙（兼）、杨诗兴 |
| 兽医系 | 解剖、生理药理、生物化学、细菌卫生、寄生虫、病理、诊疗 | 蒋次升               |

## 教学与研究
1953年，开始招收研究生。1955年，开始开展国际学术交流。
1952年至1957年，共招有4期专科学生，毕业259人（其中畜牧专科133人，兽医专科126人）。1955年，全院有教研和教学小组17个，教师98人（其中教授17人，副教授6人，讲师26人，助教49人）。1957年，在校学生674人（其中本科生和专科生669人，研究生5人）。

## 知名校友
- 张中庸，1953年毕业，天津农学院教授。
- 王素香，1954年毕业，曾任第六届全国人大代表。